# Bakugan Battle Brawlers
Bakugan ist ein auf der Fernsehserie Bakugan – Spieler des Schicksals basierendes Spiel für zwei bis vier Spieler.
Der Hersteller Upper Deck bezeichnet das Spiel als „Mischung aus Action, Geschicklichkeit, Strategie und Kopfrechnen“ und vergleicht es ausdrücklich mit dem Sammelkartenspiel Yu Gi Oh. Der Hersteller verkaufte in Deutschland in den ersten zwei Monaten rund 75.000 Kugeln.
Das Spiel richtet sich an Kinder ab sechs Jahren. Bis Anfang 2009 wurden weltweit zwei Millionen Exemplare verkauft.

## Grundlegende Spielmaterialien
Hauptelement des Spiels sind 48 verschiedene kugelförmige Kunststofffiguren, die „Bakugan“ genannt werden. Ihre Formen und Farben variieren. Die Kugeln enthalten jeweils einen Magneten. Rollt eine entsprechende Kugel über die zum Spiel gehörende Metallkarte, springt diese aufgrund der magnetischen Interaktion zwischen Kugel und Karte auf.
Die verschiedenen lieferbaren Karten unterscheiden sich in ihren magnetischen Eigenschaften und sind ein weiteres wesentliches Spielelement. Sie existieren in drei Kategorien:
- Charakter-Karten zeigen die Spielwerte jeder darüberrollenden und sich entfaltenden Bakugan-Kugel. Die Karten sind je einem bestimmten Bakugan zugeordnet, zumeist dem in der Verkaufsverpackung enthaltenen Bakugan.
- Kommando-Karten zeigen verbindliche Handlungsanweisung („Kommando“). Beide Spieler müssen diese befolgen.
- Fähigkeits-Karten geben eine für alle Spieler verbindliche Handlungsanweisung. In jedem Spiel darf nur eine einzige verwendet werden. Die Karte enthält keine Werte.

## Umfeld und Vertriebskonzept
Neben ihrer Funktion als Spielmaterial werden Bakugan-Kugeln von ihren Besitzern getauscht und gesammelt. Die so entstehende soziale Interaktion rund um den Kugelbesitz ist ein wesentliches Element des Spielkonzeptes.
Die Kugeln werden im Handel einzeln, aber auch in anderen Angebotsformen („Packs“) vertrieben:
- Starter-Pack: Drei Karten und drei Bakugan Kugeln sowie eine Spielanleitung. Gedacht für Spieleinsteiger.
- Booster-Pack: Eine Karte und eine Kugel.
- Character-Pack: Eine Kugel, eine Karte und eine den Spielcharakter darstellende Kunststofffigur.
- Battle Pack: Umfangreichstes Sortiment. Sechs Kugeln und sieben Karten, sowie eine „seltene Karte“, die nur in diesem Pack erhältlich ist.
- Deka: Bakugan-Kugeln mit 10 cm Durchmesser. Die Spielfunktion entspricht der kleineren Kugeln. Das Pack beinhaltet eine Karte und ein Riesen-Bakugan.

## Auszeichnungen
- Toy Industry Awards (New York, Februar 2009):
  - „Toy of the Year“
  - „Boy’s Toy of the Year“
- Nürnberger Spielwarenmesse:
  - Toy Award 2009 in der Kategorie „Trend und Lifestyle“ für das Bakugan Battle Brawlers Starter Pack